# Diagramma di radiazione

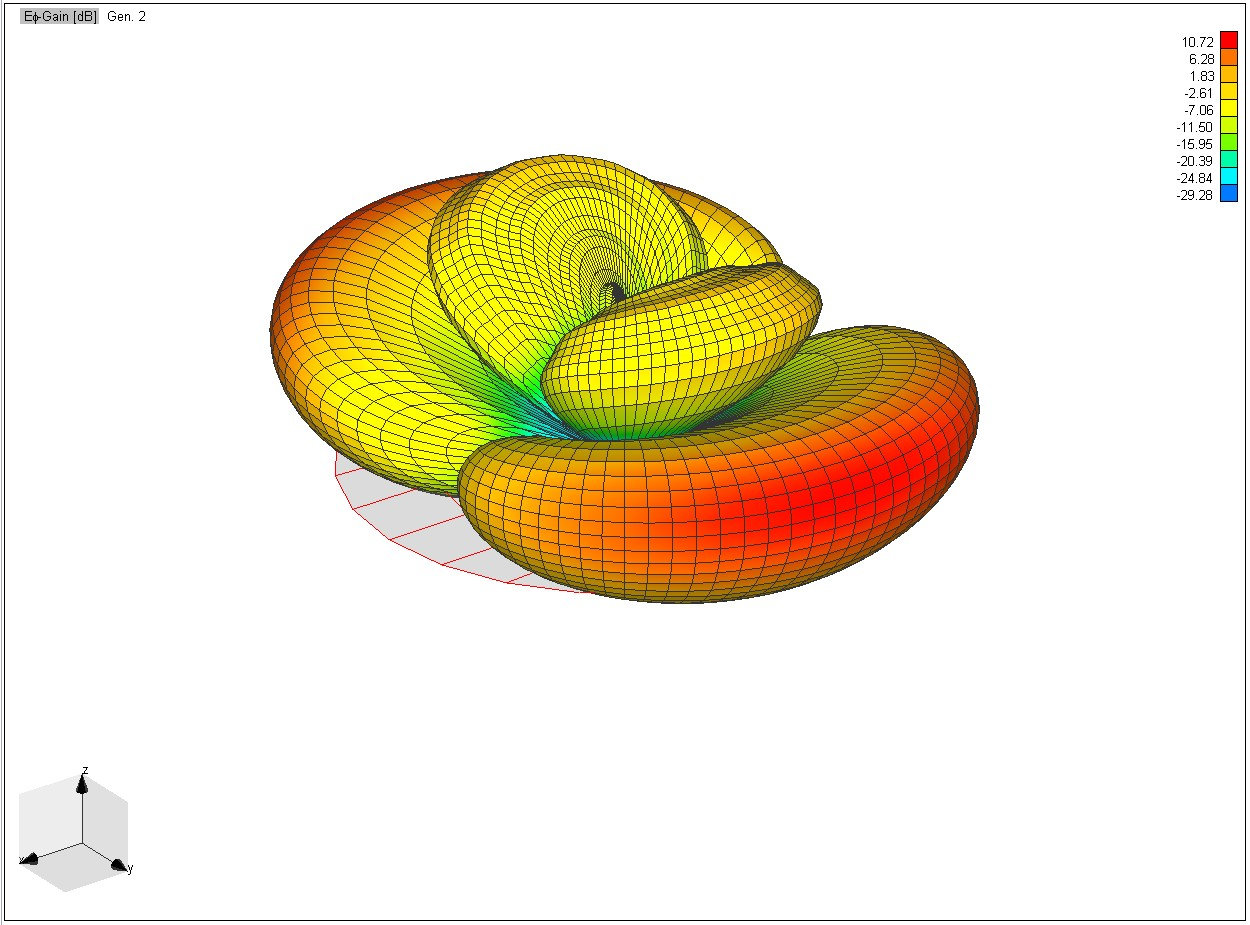
Diagramma di radiazione tridimensionale

Esempio di diagramma polare di radiazione di un'antenna

Il diagramma di radiazione di una antenna è la rappresentazione tridimensionale del guadagno della stessa. Solitamente si preferisce più comodamente considerare i diagrammi di sezioni o tagli (cut) orizzontali e verticali. Antenne ad alto guadagno solitamente presentano anche dei lobi laterali o lobi secondari: essi rappresentano dei picchi minori del guadagno rispetto al guadagno del lobo principale o "fascio" principale. Questi lobi laterali limitano la qualità dell'antenna generando eventuale interferenza su altri sistemi di radiocomunicazione o perdita di direttività in sistemi in cui si deve massimizzare la potenza del segnale utile trasmesso o ricevuto in una certa direzione, come ad esempio nei sistemi radar, radar IFF e nei radiocollegamenti dei ponti radio. Nella figura in basso è rappresentato un diagramma di radiazione a due dimensioni (che potrebbe rappresentare una sezione verticale o una sezione orizzontale dello spettro di emissione). In rosso è rappresentato il lobo principale (main lobe), in blu l'opposto (opposite side lobe) mentre in grigio i lobi laterali (side lobe).